# Christian Schenk
Christian Schenk (nacido el 9 de febrero de 1965 en Rostock, Alemania del Este) ganó la medalla de oro en el decatlón en los Juegos Olímpicos de 1988, celebrados en Seúl, Corea del Sur.
Schenk también ganó una medalla de bronce en los Campeonato mundial de atletismo de 1991 en Tokio. Se perdió los Juegos Olímpicos de 1992 en Barcelona por una lesión y fue cuarto en el Campeonato mundial de atletismo de 1993 en Stuttgart. 
Su mejor marca personal fue de 8500 puntos, alcanzada en agosto de 1993 en Stuttgart. Esta puntuación lo sitúa noveno en el ranking de los decatletas alemanes detrás de Jürgen Hingsen, Uwe Freimuth, Siegfried Wentz, Frank Busemann, Torsten Voss, Guido Kratschmer, Paul Meier and Siegfried Stark. 